# Amastra umbilicata
Amastra umbilicata – wymarły gatunek ślimaka z rodziny Amastridae. Był to endemit Hawajów (USA). Występował m.in. na wyspach Oʻahu i Molokaʻi.